# Глушкевич Маріян Феофілович
Маріян-Костянтин Феофілович Глушке́вич (31 березня 1877, село Дидьова, нині Боберка Турківського району Львівської області — 17 липня 1935, Львів) — галицький громадський діяч і поет-модерніст москвофільського напряму.

## Біографія
Батько Феофіл Глушкевич був одружений з донькою громадського діяча Богдана Дідицького
Маріян Глушкевич закінчив юридичний факультет Львівського університету — пізніше освіта дозволила йому виступити як захиснику на політичному процесі проти Сандовича та товаришів, де він захищав Семена Бендасюка. Під час Першої світової війни працював у російській військовій адміністрації у Перемишлі, виконуючи функції міського голови, після відступу російських військ виїхав до Росії. Спочатку проживав у Києві, потім переїхав до Ростова-на-Дону, де працював юристом у банку. Під час перебування у Ростові надрукував публіцистичну роботу «Погляд на минуле, сучасне і майбутнє Прикарпатської Русі».
Неприйняття більшовизму та туга за рідним краєм змусили його залишити СРСР, у 1920 році. Майже все подальше життя Глушкевич прожив у Львові. На початку 1920-х років був доцентом Львівського таємного університету. До 1928 року він очолював товариство ім. Качковського, згодом поступово відійшов від активного громадського життя, писав статті на юридичну тематику у деякі українські видання. Помер у Львові, був похований на Личаківськім цвинтарі.

## Творчість
Писав російською, зрідка українською мовами. Видав три поетичні збірки. Як вказував літературний критик та етнограф Юліян Яворський, поетика Глушкевича базувалась на традиціях класичної російської поезії та певною мірою перекликалася з Фетом та іншими поетами-ліриками того часу.